# Fleuve éditions
 (novembre 2017).
Pour les articles homonymes, voir Fleuve noir.
Fleuve éditions (ou Fleuve Noir jusqu'en 2013) est une maison d'édition française spécialisée dans le roman populaire, qui a été créée en 1949 par Armand de Caro, André (Hector) de Caro, Robert Bonhomme et Guy Krill. Parmi les collections les plus célèbres de Fleuve Noir, on peut citer : Spécial Police (lancée en 1949), Espionnage (1950) et Anticipation (1951-1997, le numéro 2001 étant le dernier de la collection, soit 2002 volumes dont un hors-série).
Parmi les romans publiés par cet éditeur figurent les premiers OSS 117,  San-Antonio, Coplan, la série allemande des Perry Rhodan ou La Compagnie des glaces de Georges-Jean Arnaud. On peut également citer le succès de librairie de Plum Sykes, Blonde Attitude, paru dans la collection Comédie ou encore Le Diable s'habille en Prada de Lauren Weisberger. Fleuve Noir est aussi l'éditeur d'Harlan Coben, de Brice Pelman, de Maurice Limat et de Franck Thilliez notamment. En hommage à Fleuve Noir Anticipation, la société d'éditions californienne Hollywood Comics qui, sous le sigle BCP (Black Coat Press), a popularisé la « SF » et le « polar » français en langue anglaise, lançait le 1er septembre 2004 un nouveau département de publication en langue française de romans d'anticipation sous le label Rivière Blanche, dirigé par deux spécialistes du genre, Jean-Marc Lofficier et son épouse Randy. Entre 2014 et 2021 ont également existé les Éditions Trash, qui elles, tentaient de rendre hommage à la collection Gore des Éditions Fleuve Noir,.
Depuis ses origines, Fleuve Noir a publié 100 collections, 1 000 auteurs, 10 000 titres et a vendu près d'un milliard d'exemplaires de ses ouvrages (chiffres 2004).
En 2013, Fleuve Noir change de nom et devient Fleuve éditions.
La marque appartient à la société Univers Poche.

## La collection Anticipation
En septembre 1951, dans la foulée de la création de la collection Le Rayon fantastique par les éditions Hachette, Fleuve Noir crée sa propre collection de science-fiction, dénommée Anticipation, qui est sa réponse à la création de cette collection mais dans une définition beaucoup plus populaire.

## Les collections
En octobre 1999, pour le numéro 68 de la revue 813 consacrée au cinquantenaire des éditions Fleuve Noir, Paul Maugendre et Pierre Turpin établissent un inventaire des collections existantes.
| Nom                               | Nombre d'ouvrages | Date de début | Date de fin  |
| --------------------------------- | ----------------- | ------------- | ------------ |
| 14X22                             | 14                | mars 1986     | août 1987    |
| Anticipation Compagnie des Glaces | 62                | février 1988  | mars 1992    |
| Alias                             | 6                 | juin 1997     | juin 1998    |
| Angoisse                          | 261               | 1954          | mars 1972    |
| Angoisses                         | 9                 | 1993          | 1994         |
| Anticipation                      | 2002              | 1951          | février 1997 |

### Séries actives
- SF / Fantasy
  - Guin Saga (2006-)
  - Rendez-vous ailleurs (2002-)
  - Territoires (2011-)

- Jeux vidéo
  - Final Fantasy XI (2007-)
  - Fullmetal Alchemist (2006-)

- Thriller
  - Thriller Policier
  - Thriller Noir

- Cinéma, TV
  - Alias (série TV) (2003-)
  - Bones (2007-)
  - Les Experts (CSI) (2003-)
  - Grey's Anatomy (2007-)
  - Lost, les disparus (2006-)

- Comédie
  - Littérature générale
  - California Girls (2007-)
  - Gossip Girl (2004-)
  - It Girl (2007-)
  - La liste VIP (2005-)

- San Antonio
  - San-Antonio (1950-)

### Séries arrêtées

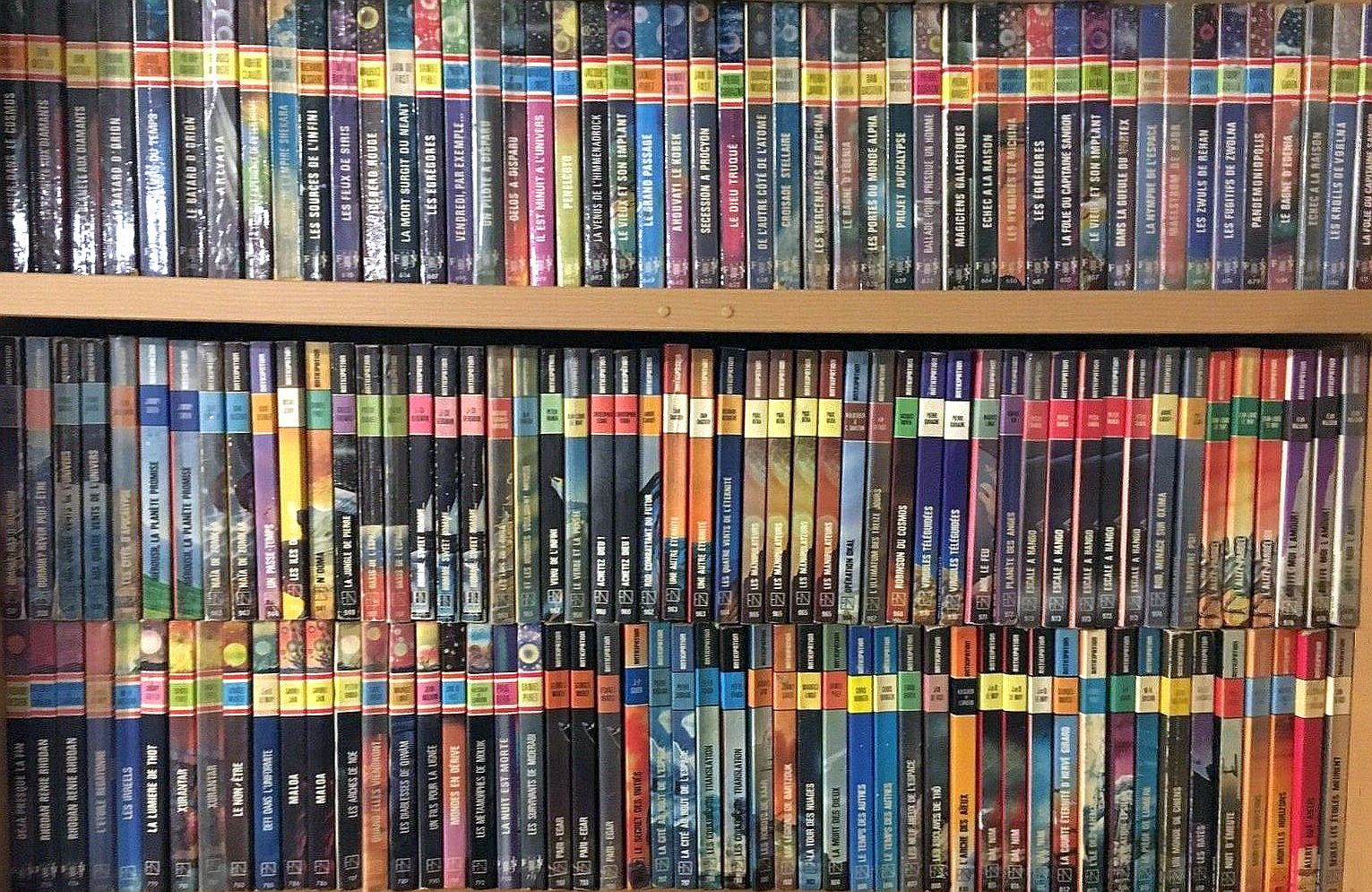
Dos de livres de la collection Fleuve noir SF.

Classement alphabétique (liste non exhaustive) :
- Alias
- 24 heures chrono (2006-2007)
- Age of Conan (2007-2008)
- Angel (2000-2004)
- Angoisse (1954-1974)
- Angoisses (1993-1994)
- Anticipation (1951-1997)
- Les Aventures de Perry Rhodan (1980-1983)
- Atlan
- Aventures et mystères (1995-1996)
- Aventures sans frontières (1995-1997)
- Aventurier (206 n°)
- L'axe
- Battletech (1996-1997)
- Beretta 9 mm
- Les Best-sellers (1982-1985)
- Bibliothèque du Fantastique (1997-1999)
- Birthright (1997-1998)
- Bob Morane (1988-1991)
- Buffy contre les Vampires (1999-2006)
- Cash
- Charmed (2001-2007)
- Les chevaliers de lumière (1987-1991)
- Collection Noir (1988-1989)
- Commissaire Joubert
- La Compagnie des glaces (1988-1992)
- La Compagnie des glaces - Chroniques glaciaires (1999-2000)
- La Compagnie des glaces - L'intégrale (1996-2000)
- La Compagnie des glaces - Nouvelle époque (2001-2005)
- Conan (1993-1995)
- Crime
- Crime story
- Dark Angel (2002-2003)
- Le Dobermann
- Diablo (2003)
- Don
- Double (1969)
- Double diamond
- DPJ6 ((1988-1989) (6 romans)
- Les drames de l'histoire
- Earthdawn (1997-1999)
- L'Empire des étoiles (2006-2008)
- Engrenage
- Espiomatic
- Espionnage (1950-1987)
- F.A.U.S.T. (1996-1997)
- Fearless (2002)
- Femme Viva
- Feu
- Flamme (sexy noir / rouge et noir) (1949-1953)
- Flic de choc (1981-1988) (43 titres parus)
- Francis Coplan (1953-1996)
- Frayeur (1994-1995)
- Gore (1985-1989)
- Grand Format - Fantastique (2000-2001)
- Grand Format - Fantasy (1998-2004)
- Grand Format - SF (1998-2001)
- Grands Romans (1954-1972)
- Grands Succès (1985)
- Halo (2004-05)
- Hard 2004
- James Bond 007
- Johnny Metal (1941-1952)
- John Ryker
- John Sinclair
- Lancedragon (1996-2007)
- Littérature policière
- Magic l'assemblée (1996-1998)
- Les maîtres français de la Science-Fiction (1988-1991)
- Marc Stone, Service de Surveillance des Planètes Primitives (1998)
- Mark Hardin
- Noire
- Nuit grave
- Perry Rhodan (1989-2011)
- Perry Rhodan - Atlan (2002-2006)
- Polar (1998)
- Polar 50
- Police
- Policier
- Présence des femmes (1968-1972)
- Quatuor (1992)
- Raner
- Ravenloft (1995-1998)
- Resident Evil (2002-2005)
- Robert E. Howard (1991-1993)
- Roswell (2001-2004)
- Royaumes Oubliés (1994-2007)
- SCUM
- Secret défense
- Section très spéciale (renommée Brigade du sexe) (1987)
- SF (légende, mystère...) (1997-1999)
- Shadowrun (1994-2001)
- Spécial Police
- Spécial police - Sam et Sally
- Smallville (2003-2005)
- Starcraft (2003)
- Star Trek (1993-2001)
- Star Wars (1999-2011)
- Super héros (1994-1995)
- Super poche (1993-1997)
- Super-luxe (1974-1997)
- Tête-bêche
- Tourmentes (romantique) (1986-1987) 26 titres publiés[7]
- Thraxas (2002)
- Thriller Fantastique (2003-2006)
- Titan (2000)
- Tomb Raider (2004-2005)
- Vampire (1998)
- Le Vampire (2000-2001)
- Vicap
- Virtuel Space [(1996)
- Warcraft (2003-2006)
- Western (23 n°)
- Zac